# 二等陸士物語
二等陸士物語 (にとうりくしものがたり)は、朝日ソノラマから刊行された吉岡平のライトノベル作品である。挿絵はるりあ046が担当。

## 概要
「二等空士物語」「二等海士物語」と続く、吉岡平の自衛隊三部作の一つ。コンバット!や空手バカ一代、朝日ソノラマ版宇宙戦艦ヤマトなどの小ネタが、数多く登場するのも特徴である。
自衛隊の内情などについて取材を行っているが、作者はあとがきで「自衛隊の可能な限り真実に近い姿を活写したく書き始めたが、所謂オタクの自衛官から話を聞いたからか、妙な物語になってしまった」とも述べている。ちなみに実在の朝霞駐屯地には、普通科連隊は編成されていない。

## あらすじ
「桜興産グループ」筆頭企業「桜陸上」の「東部第一支社朝霞支店営業部営業一課」、正式名 陸上自衛隊 朝霞駐屯地の普通科連隊に所属する木俣健児二等陸士は、入隊から半年後に「儀式(彼女から一方的に別れを告げられた)」を経験、世間の「桜陸上」に対する認識を痛感しつつ、上官の竹原三曹から昇進試験を受けて三等陸曹になるよう勧誘される。だが、重迫撃砲中隊からのヘッドハンティングや、富士学校での90式戦車との出会いから心が揺らぐ。その話を聞いた竹原三曹は憤慨し、「営業部営業一課」つまり普通科が天職だとして勧誘の手を緩めない。人手不足の「桜陸上」において、高卒の二等陸士は金の卵なのである。果たして木俣二士は満期除隊しシャバへと戻るのか、それとも「桜陸上」「営業部営業一課」に永久就職を決めるのだろうか？

## 登場人物
木俣健児(きまた けんじ)
年齢は19歳で、階級は二等陸士。共学の県立高校卒業後、陸上自衛隊に入隊した。入隊半年後に恋人から別れを告げられる。高校教師で教育関係者(日教組 関連)の知り合いも多い父親は自衛隊入隊に反対していたため、札幌の工業大学に通っている事になっていた模様。後にレンジャー訓練に挑む。
竹原(たけはら)
健児の所属する分隊の分隊長で、階級は三等陸曹。名前は不明。健児に、曹になる様に様々な手を使って勧誘を繰り返しているが、健児の良き理解者でもある。25歳の誕生日を前に二等陸曹へと昇進を果たす。
武田政雄(たけだ まさお)
一等陸士の21歳。千葉県銚子市出身で、千葉市の一般大学に入学したが、後に中退し自衛隊に入隊した。眼鏡使用者。アニメや漫画、ミリタリー関係を含む雑学(無駄な知識)に秀でており、レンジャー訓練でバディを組んだ健二と意気投合する。
中沢のり子(なかさわ のりこ)
防衛医科大学出身の研修医で、階級は二等陸尉。眼鏡を掛け、髪の毛はアップにしている。実家は病院を経営しているが、継ぐ気はないようである。
相良貴子(さがら のりこ)
健二の同級生だが、健二が自衛隊に入隊した事は知らなかった。大学生で、居酒屋でアルバイトしているところ、健二と再会する。父親が中学校の校長で「教え子を戦場に出さない会」の代表である事から、健二はお互いの関係を「ロミオとジュリエット」と述べていた。
田桁洋一
通称「ヴィーナスのニップル」と呼ばれる精巧な信管の製作者。25年前の大手町での大規模テロでも、この信管が使用された。昨年より、東京拘置所を仮出所中。

## 書籍情報
- ソノラマ文庫「二等陸士物語」2003年1月30日初版発行 ISBN 4257769874